# Ermita de San José de Ador
La Ermita de San José o del Santísimo Cristo del Amparo es un templo situado en la elevación conocida como El Cabezo, en el municipio de Ador, al oeste de la población. Es Bien de Relevancia Local con identificador número 46.25.002-005.
Aunque se encuentra bajo la advocación de San José, también se venera aquí la imagen del Santísimo Cristo del Amparo, que es el patrono de Ador. La devoción por este Cristo, que se extiende al resto de la comarca de La Safor, hace que sea conocida también  por ese nombre. Durante las fiestas patronales que se celebran la tercera semana del mes de agosto, el jueves de dicha semana se dedica al Cristo, destacando las tradicionales Pujà y Baixà (subida y bajada) de la imagen desde la ermita.
Dependiente del clero diocesano, según el Arzobispado de Valencia sólo tiene culto durante las fiestas de su advocación.

## Historia
La ermita se edificó entre 1563 y 1564, por iniciativa de Josep Faus. En 1684 está documentada la presencia de un ermitaño, puesto que se mantuvo hasta 1981. El edificio se restauró en diversas ocasiones, especialmente en el siglo XX.

## Descripción
El edificio se encuentra en una plazoleta que lo rodea. Se trata de un edificio de aspecto renacentista de 18 por 9 metros. A ambos lados tiene adosadas dependencias anejas. Junto a la puerta se encuentran los casalicios de las dos últimas estaciones del Vía Crucis.
La fachada es de frontón, rematada por una espadaña con veleta. La campana data de 1654 y recibe el nombre de Sagrada Familia. Este nombre se le dio en memoria de la protección a las familias adoreras frente a la peste. La puerta de acceso está decorada con molduras y con el nombre de la ermita en un retablo cerámico entre el dintel y el óculo superior.
La cubierta es de teja, a dos aguas en el cuerpo principal y de una sola en los anexos.
El interior presenta bóveda de cañón con dos arcos fajones que parten de pilastras adosadas a los paramentos. El piso es ajedrezado. El presbiterio está elevado sobre gradas y hay un retablo barroco tras el altar mayor.
Hay dos imágenes principales en el templo. La de San José, policromada, se encuentra en una hornacina en el retablo del altar mayor. La del Cristo del Amparo, más profusamente decorada, se conserva en un altar lateral.